# Kolegiata Świętej Trójcy w Ołyce
Kolegiata Świętej Trójcy – barokowy rzymskokatolicki kościół parafialny z 1 poł. XVII w., w Ołyce w obwodzie wołyńskim na Ukrainie, wzniesiony w latach 1635–1640 z fundacji Albrychta Stanisława Radziwiłła, ordynata ołyckiego, według projektu Benedetta Molliego i Giovanniego Maliverny; w latach 1631–1945 kolegiata; jeden z najcenniejszych zabytków polskiej barokowej architektury sakralnej.

## Historia

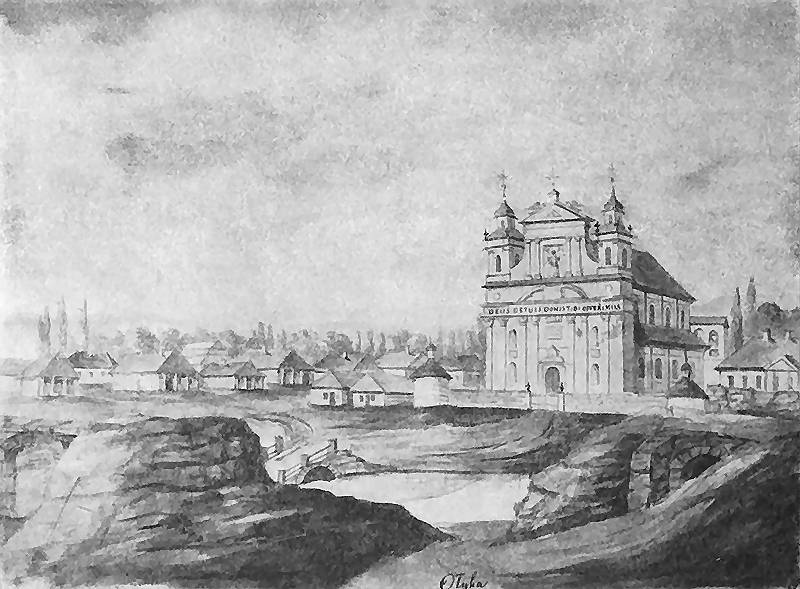
„Kolegiata Św. Trójcy” (Napoleon Orda, 1874)

Pierwszy drewniany kościół w tym miejscu został wybudowany w 1588 przez księcia Stanisława Radziwiłła, namówionego przez Piotra Skargę do odejścia od kalwinizmu.
Nowy kościół został wzniesiony w 1635–1640 na zlecenie Albrychta Stanisława Radziwiłła na wzór rzymskiego kościoła Il Gesù (wiąże się stylistycznie również z Kościołem Zwiastowania NMP w Grodnie). Był wówczas uważany za najpiękniejszą świątynię Wołynia. Projekt kościoła wykonali Włosi Benedetto Molli i Giovanni Maliverna. Swój wkład w budowę wnieśli również rzeźbiarze Melchior Erlenberg i Michał Germanus. Kościół został konsekrowany w 1640 przez biskupa Andrzeja Gębickiego, a rok później został podniesiony do rangi kolegiaty. W 1638 fundator kościoła założył przy kościele kolegium – filię Akademii Zamojskiej oraz seminarium duchowne. Kapituła kolegiacka istniała w Ołyce do 1945. Po zamknięciu kolegiaty przez władze radzieckie zabytek stopniowo zaczął popadać w ruinę. Świątynia została zamieniona na stajnię dla miejscowego kołchozu.
W 1991 r. władze ukraińskie przekazały kolegiatę parafii rzymskokatolickiej należącej do diecezji łuckiej. Wówczas podjęto pierwsze prace zabezpieczające, powstrzymujące postępującą degradację. 
Od 2013 r. polska Fundacja Dziedzictwa Kulturowego prowadzi szerokie prace restauratorsko-konserwatorskie finansowane ze środków przyznanych przez Kancelarię Senatu Rzeczypospolitej Polskiej oraz Ministerstwo Kultury i Dziedzictwa Narodowego, a także z datków prywatnych darczyńców, zmierzające do przywrócenia zabytkowi dawnej świetności. W 2015 r. odtworzone zostało obejście prezbiterium wraz z rekonstrukcją wieżyczek po obu stronach kościoła, a także zostały uzupełnione dziury i zniszczone progi na zewnątrz świątyni. Przeprowadzono także renowację tynków i sztukaterii w prezbiterium i w nawach bocznych. W 2019 r. zakończył się remont elewacji, nadal trwają prace we wnętrzu.
Przy okazji większych świąt religijnych, w kościele odbywają się msze święte i nabożeństwa. Kościołem parafialnym w Ołyce jest kościół św. Piotra i Pawła.

## Architektura

Rzut kolegiaty

Barokowy kościół jest trójnawową bazyliką z narteksem, chórami i półkolistym zamkniętym prezbiterium. Główna fasada świątyni podzielona jest pilastrami korynckimi, powyżej których znajduje się ogromny napis łaciński „DEUS DE TUIS DONIS TIBI OFFERIMUS” (TOBIE BOŻE Z TWOICH DARÓW OFIARUJEMY). Między pilastrami ustawione są rzeźby świętych Wojciecha, Stanisława, Piotra i Pawła dłuta Melchiora Erlenberga.
Dwukondygnacyjną fasadę wieńczy parawanowy szczyt ze spływami wolutowymi, zamknięty tympanonem i flankowany przez dwie boczne wieżyczki. Duże prostokątne pole frontonu wypełnia płaskorzeźba „Koronacja Najświętszej Maryi Panny” z wizerunkiem całej postaci Matki Boskiej, stojącej na półksiężycu wśród obłoków i główek cherubinów. Niżej w półokrągłym frontonie umieszczono płaskorzeźbę „Bóg Ojciec”.
Wnętrze kościoła zdobiły liczne rzeźby i dekoracje, pomiędzy pilastrami rozmieszczone były duże płótna z obrazami. Nad pilastrami stały rzeźby dwunastu apostołów (niektóre zachowały się do dziś). Nie zachowały natomiast ołtarze w stylu wczesnego baroku wykute z marmuru i alabastru oraz stalle w prezbiterium, które były dziełem Melchiora Erlenberga, ucznia Jana Pfistera ze Lwowa. Wewnątrz kościoła znajdowały się liczne nagrobki i epitafia rodziny Radziwiłłów, najczęściej z kolorowego marmuru i alabastru. Większość z nich nie przetrwało do naszych czasów. W kościele znajdowały się również liczne artystyczne malowidła na tematy religijne i portrety, z których sześć jest obecnie przechowywanych we Lwowskiej Galerii Sztuki.
Za kościołem znajduje się murowana dzwonnica, składająca się z pięciu filarów połączonych arkadami. Filary dekorowane są płaskimi niszami, dwa wewnętrzne ozdabiają ornamenty roślinne, a środkowy – maszkaron.

## Fotogaleria

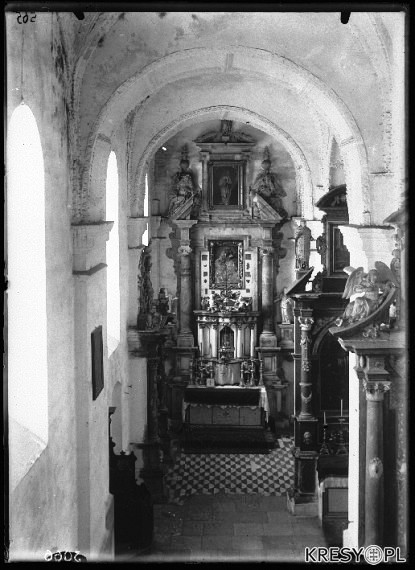
Ołtarz boczny (zdjęcie archiwalne)
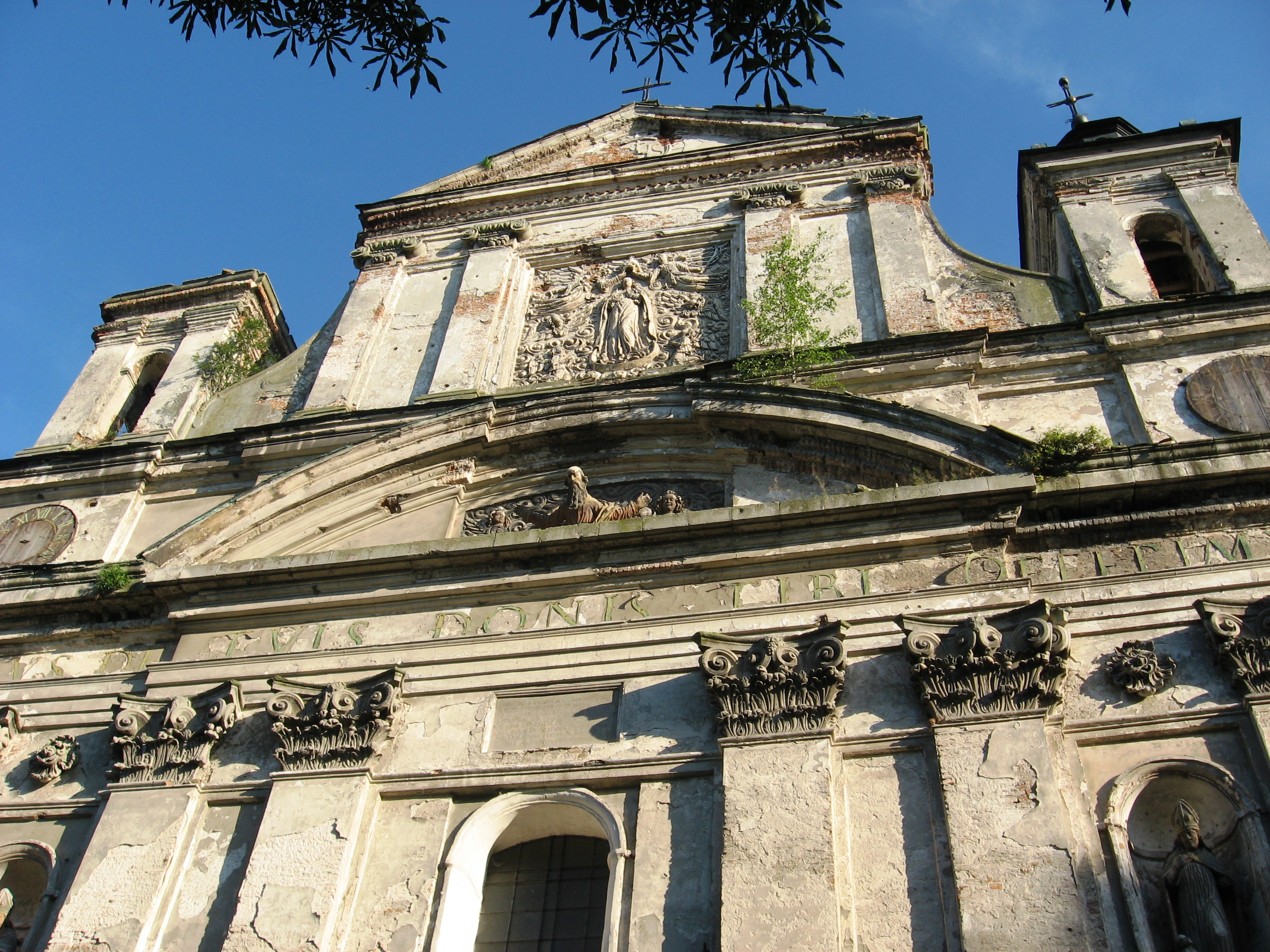
Fasada (2009)
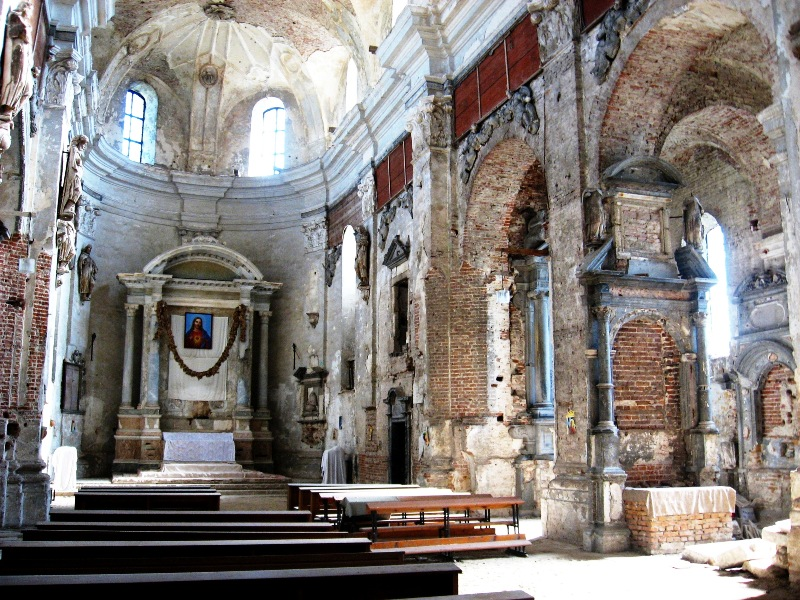
Nawa główna, ołtarz wielki (2009)
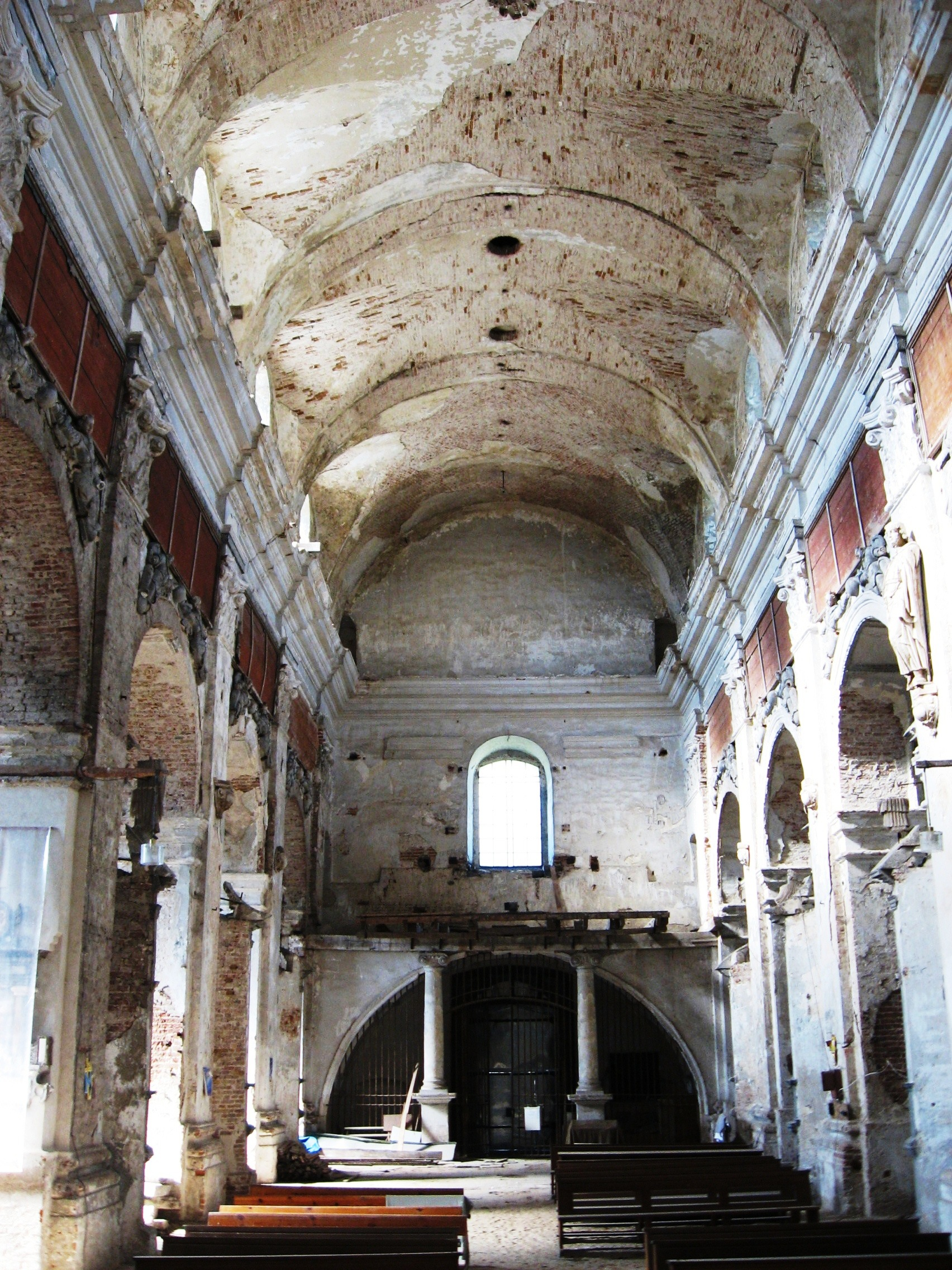
Nawa główna, chór (2009)
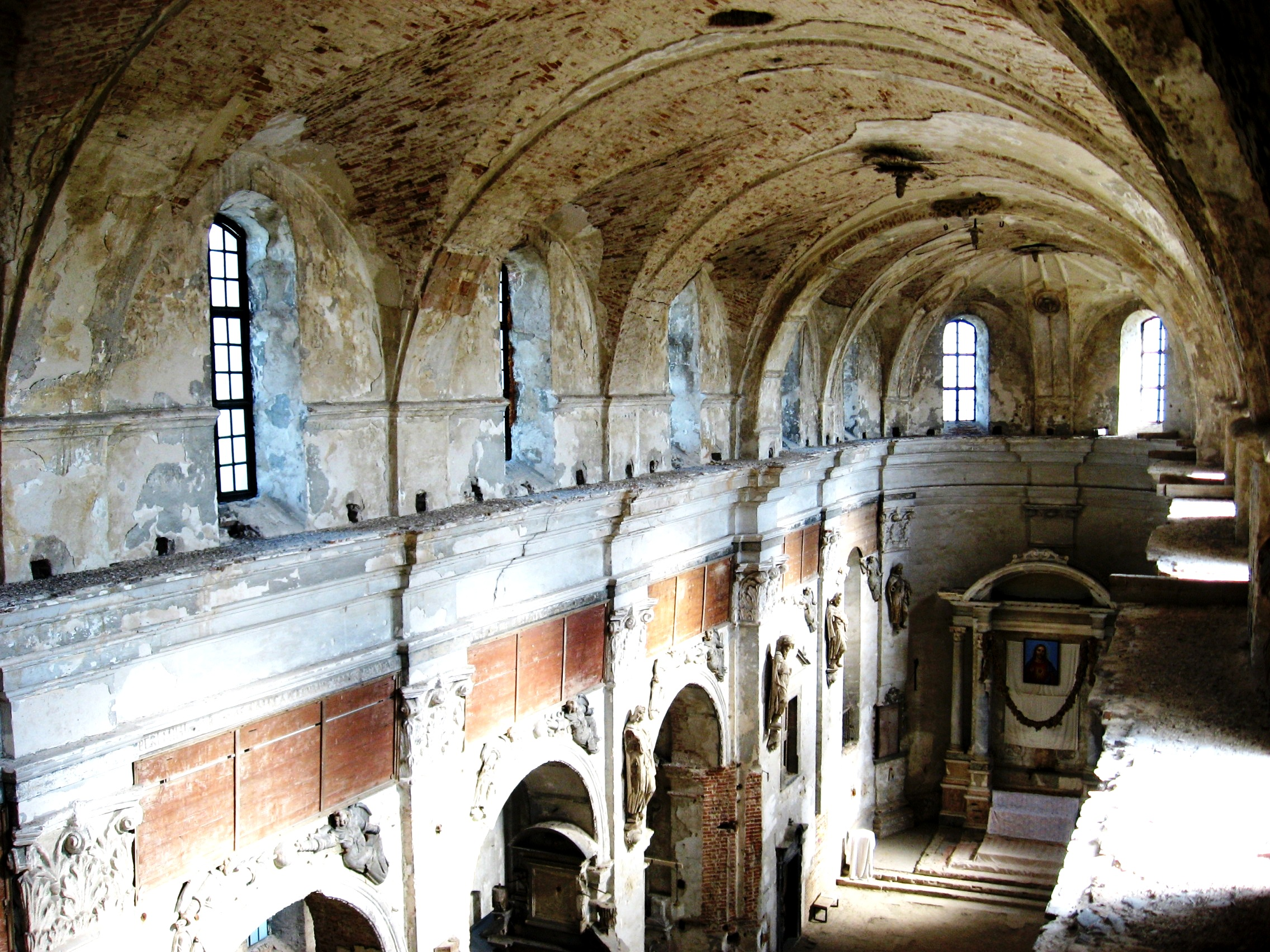
Sklepienie nawy głównej (2009)
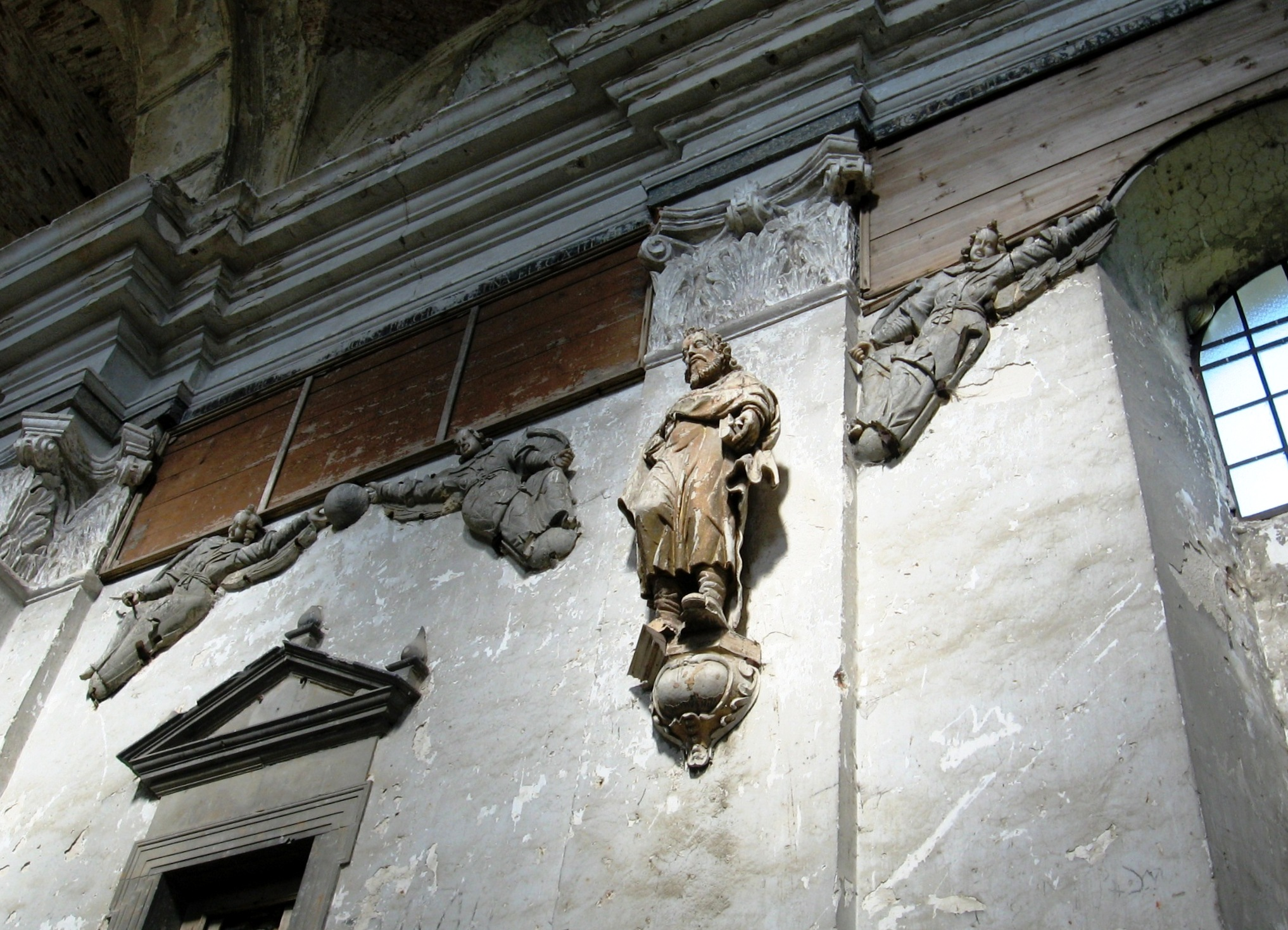
Fragment wnętrza nawy głównej
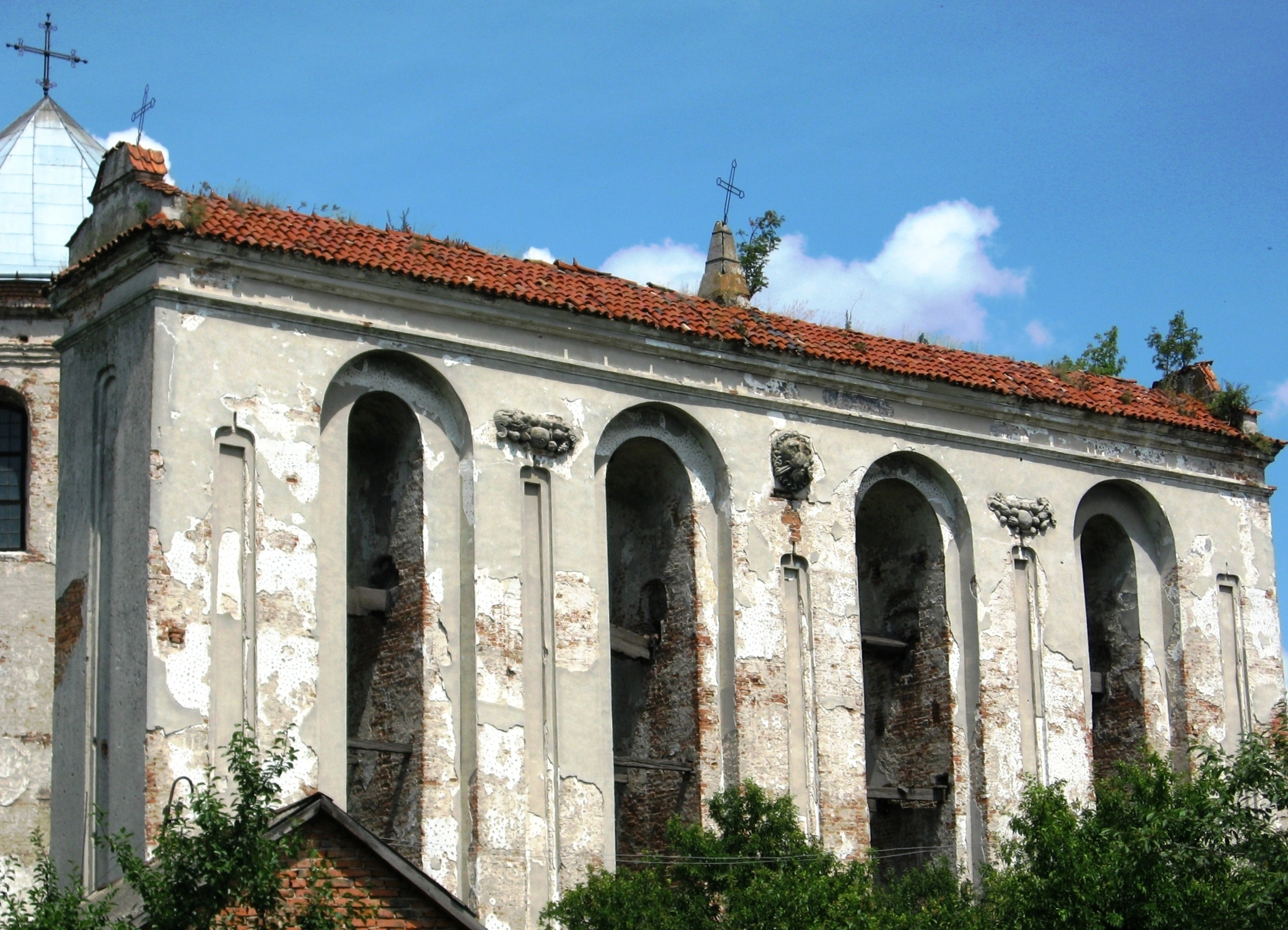
Dzwonnica
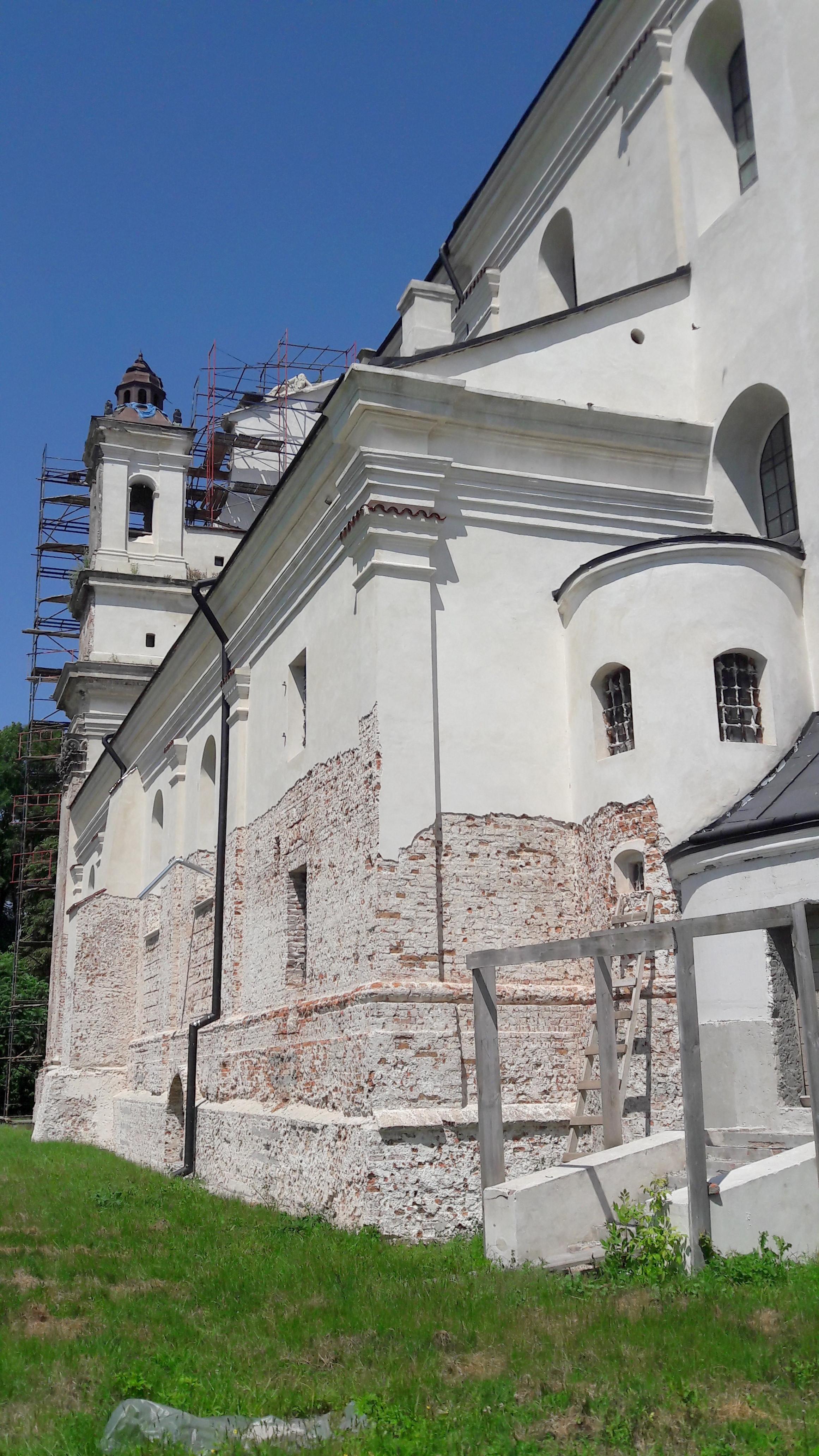
Elewacja boczna w czasie renowacji (2019)
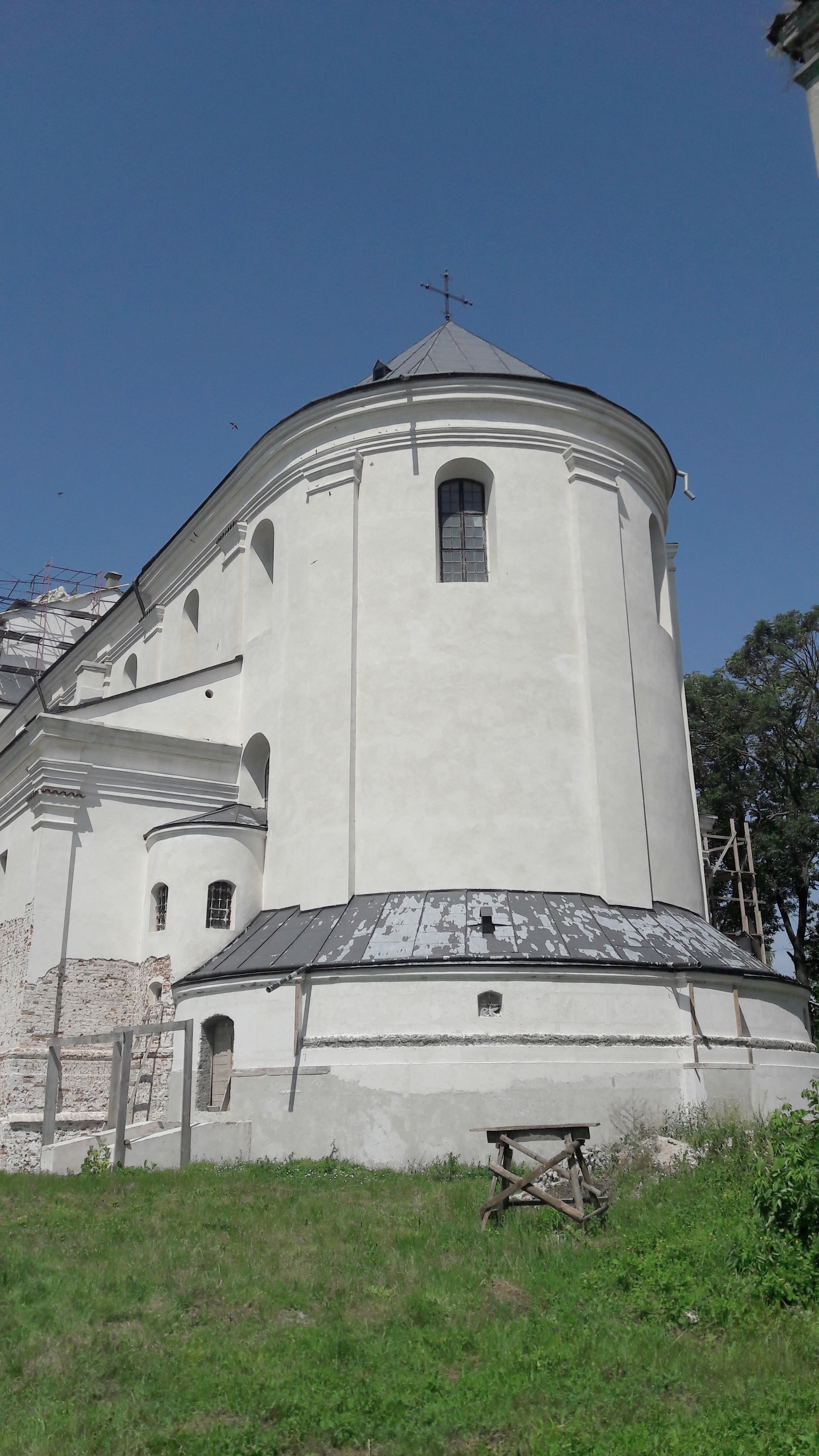
Prezbiterium